# Juan Quintero (evangelizador)
Fray Juan Quintero, evangelizador franciscano nacido en Palos de la Frontera (provincia de Huelva).
En 1621 se lo encuentra en la provincia del Santo Evangelio de México, y con toda probabilidad en el convento de Puebla de los Ángeles.